# Send and Ripley

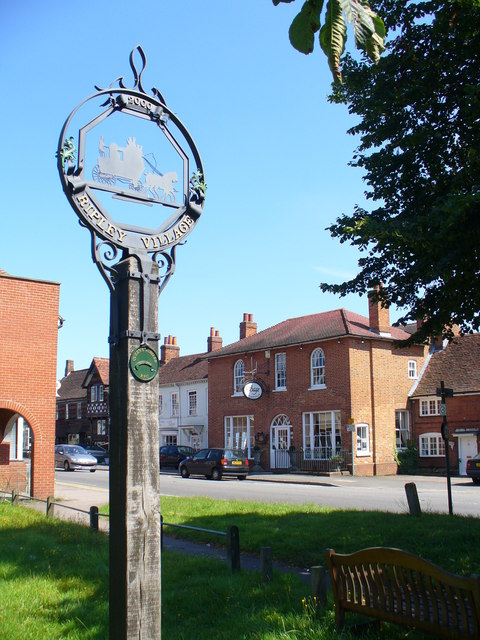
Ripley

Send and Ripley var en civil parish fram till 1933 då den blev en del av Send, Ripley och Guildford, i grevskapet Surrey, i England. Civil parish var belägen 8 km från Guildford och hade 3 278 invånare år 1931.